# Maria Vetrova
Maria Fedosievna Vetrova (russe : Мария Федосьевна Ветрова), née le 3 janvier 1870, à Solonovka, dans le gouvernement de Tchernigov, et morte le 12 février 1897, à Saint-Pétersbourg, est une révolutionnaire russe, membre de Narodnaïa Volia.
Elle s'est immolée par le feu en geste de protestation contre la sévérité du régime carcéral auquel elle était soumise, et sa mort a ensuite été régulièrement commémorée par des manifestations des révolutionnaires russes.

## Biographie
Sa mère, Alexandra Nikolaïevna Vetrova, est une cosaque, son père notaire de l'ouïezd. Ses parents ne sont pas mariés, et Maria Fedosievna est considérée comme une enfant naturelle. On lui connait une sœur Evdokia Fedosievna, professeure à l'école publique de Solonvska et une cousine Maria.
Elle est élevée comme une paysanne, puis dans un orphelinat. Elle suit les cours du lycée de Tchernihiv, qu'elle termine avec le diplôme de préceptrice. Elle travaille à partir de janvier 1889 comme enseignante à Lioubetch, et participe pendant deux mois, sur recommandation de Maria Zankovetska, à la troupe de théâtre de Nikolaï Sadovski.
De 1890 à 1894, elle est l'institutrice de la classe de jeunes filles de l'école d'Azov, et en 1894, elle intègre les Cours Bestoujev. Elle devient alors rapidement membre du groupe des narodovotlsy. En 1895, lors de vacances d'été passées près de Iasnaïa Poliana, elle rencontre Vladimir Tchertkov et Lev Tolstoï, qui l'incite sans succès à s'installer à la campagne.
À l'automne 1895, elle enseigne aux ouvriers de l'Aciérie Oboukhov à l'école du dimanche.
Elle est arrêtée à 6 heures du matin le 22 décembre 1896, et placée en détention provisoire, en même temps qu'Anna Raspoutina (Chouliatikova), dans l'affaire de l'imprimerie Lakhtinskaïa. Le 23 janvier elle est transférée à la prison du bastion Troubetski (ru) de la Forteresse Pierre-et-Paul. Elle est interrogée par l'officier de gendarmerie Chmakov, le procureur A. E. Kitchine et Semykine, qui tirent parti de son état dépressif pour obtenir ses aveux, ce qui la conduira au suicide.
Elle écrit dans son journal en prison, le 31 décembre 1896, à propos de la liberté, l'égalité et la justice que « Tolstoï dit que ces idéaux peuvent être atteints par le perfectionnement de soi. Mais, bien sûr, vous vous n'arriverez à ce résultat que si votre amélioration personnelle a une influence importante sur le développement de la conscience de ceux qui vous entourent ». Faire de ceux qui vous entourent, c'est-à-dire de la masse des travailleurs, des combattants conscients de la liberté et de la justice c'est une « réalisation de soi tout à fait concrète, et non abstraite ».
Le 8 février 1897, pour protester contre le régime carcéral, Maria Petrova s'arrose du kérosène de la lampe utilisée pour l'éclairage de sa cellule. Elle meurt de ses brûlures le 12 février, à 7 heures 30 à l'hôpital de la prison, et est enterrée dans la nuit du 13 février, dans un lieu inconnu.

## Manifestations de Vetrova
Une première manifestation commémorant sa mort a lieu le 4 mars 1897. Des manifestations ont ensuite lieu à Saint-Pétersbourg, Moscou et Kiev. Elles se répètent pendant plusieurs années. Maxime Gorki, après une ces marches, écrit la Chanson du pétrel (ru). L'académicien Stanislav Stroumiline écrit : « pour moi, le 4 mars 1897, jour mémorable où j'ai reçu le baptême du feu dans la lutte contre tsarisme et me suis senti un citoyen, est le premier jour de toute ma vie militante ».

## Lettres
Les lettres de Maria Vetrova à son mari, G. N. Chapochniski, écrites dans les années 1895-1897, ont été publiées dans la revue Questions de l'histoire (ru) en 1983.

### Liens
- (ru) « Мария Ветрова в памяти поколений » [« Maria Vetrova dans la mémoire des générations »].